# 角勝
角勝（すみ まさる、1972年 - ）は、日本の実業家。日本の企業経営者。島根県出身。

## 人物
島根県出雲市生まれ。1991年に島根県立出雲高等学校を卒業、1995年に関西学院大学文学部西洋史学科を卒業。
1995年4月大阪市役所に入庁。鶴見区役所税務課固定資産税係（家屋担当）の配属となる。
1999年、民生局庶務課庶務係配属。
2002年、民生局介護保険課配属。
2004年、民生局高齢福祉課配属。
2005年、民生局障害福祉課配属。障害者自立支援法の施行業務に携わる。
2008年、市政改革室配属。
2010年、都市計画室総務課配属。第一子誕生後に「生きるとは世の中をより良くして次世代に渡すこと」であると考えるようになり、職員政策提案制度に応募。「生活保護費予算を活用した電子決済の普及促進について」を提案し入賞。2015年よりモデル事業として実現する。
2011年、「新しい発想による抜本的な違法駐輪対策」で職員政策提案制度に応募。2年連続で入賞を果たす。
2012年、科学技術振興担当（イノベーション担当）として、大阪イノベーションハブの立ち上げを担当。その中で企業、起業家、自治体からの相談や講演依頼が増え、「大阪市職員でない方が、社会全体に提供できる価値の総量がある」と退職を決意。2015年3月に大阪市役所を退職し、filament, inc.を設立。代表取締役CEOに就任する。二児の父。

## メディア掲載実績

### 雑誌
- 【30 公務員】 情報発信し民間をつなぐ “変わり者”の公務員が活躍（週刊ダイヤモンド 2014年12月27日号）
- IoTベンチャーMoffを生んだ共創空間　大阪イノベーションハブ（事業構想 2015年9月号）

### WEB
- 世の中を良くすることは義務だと思う。公務員を卒業する私の新たな挑戦。（another life）
- イケてる公務員通信vol.6 角勝 「大阪イノベーションハブ」
- 角勝（Filament Inc.）×ハッカテン「”日常をテクノロジーで変えることができる”と気づくきっかけに」(HACKATEN press)
- 大企業病の処方箋？「ハッカソン」を活用した、イノベーションを生む組織改革とは（SELECK）
- 【前編】個と個のつながりが、イノベーションを引き起こす。角勝が公務員の看板を脱ぎ、描きたかった未来図とは。（eiicon lab）
- 【後編】個と個のつながりが、イノベーションを引き起こす。角勝が公務員の看板を脱ぎ、描きたかった未来図とは。（eiicon lab）

## 主なイベント実績
- ABCハッカソン（企画アドバイザリー）
- オリンパスOPCアイデアソン（企画アドバイザリー）
- NTT西日本×TBSハッカソン（企画アドバイザリー）
- MBSハッカソンHackOnAir（企画アドバイザリー）
- cheeroネクストプロダクトアイデアソン（企画アドバイザリー）
- SONY Smart eXperience Lab大阪（企画アドバイザリー&パネル登壇）
- Yahoo! myThingsリリース記念イベント（パネルディスカッション登壇）
- TV LOVE IT#1（ファシリテーター）
- TV LOVE IT#2（ファシリテーター）
- Interlopカンファレンス（パネル登壇）
- ロケーションビジネスジャパン（パネル登壇）
- インテルIoTロードショー（インテルのハッカソン／審査員）
- 鳥取県IoTセミナー（講師&企画支援）
- 鳥取県オープンイノベーションセミナー（パネル登壇&企画支援）
- 石巻ハッカソン（審査員）
- Women Who Code Tokyo女子アプリハッカソン（メンター）
- 東芝FIashAirハッカソン（メンター）
- パッカソン（パリーグのハッカソン　メンター&審査員）
- NESエリアリレーアイデアソン(企画アドバイザリー)
- 鳥取県×関西企業アイデアソン(企画アドバイザリー)
- ソーシャルビジネス創出モデル検討ワーキンググループ
- 凸版印刷アイデアソン「Amiten」（企画支援&審査員）
- 経済産業省主催「自治体×ベンチャーマッチングイベント」（ファシリテーター）
- フューチャーセッションin奈良（講師&ファシリテーター）
- 富士通あえるラボ（パネル登壇）
- 事業構想大学院大学講演
- 関西学院大学ビジネスプランコンテスト10周年記念イベント（パネルディスカッション登壇）
- 大阪市立大学創造都市研究科シンポジウム（講師）
- Tech in Asiaピッチコンテストin大阪
- 茶ッカソン番外編アイデアソンin京都（メンター）
- 葛城市新世代クリエーション研究会（オブザーバー）
- 経産省のソーシャルビジネス創出モデル検討WG（委員）
- DevelopersSummit2015関西（登壇）
- NRIハッカソン予選アイディアソン（大阪会場）（審査員）
- 島根大学医学部講演
- 大和ハウス×ＮＴＴ西日本アイデアソン(企画アドバイザリー)
- 大阪ケイオスHAZAITHON(企画アドバイザリー)
- 子育てママリビングラボ(企画アドバイザリー)
- 神戸ITフェス登壇
- NTT西日本ビジネスコンテスト司会
- 関学ライフデザイン入門講演
- YANMARアイデアソン(企画アドバイザリー)
- 鳥取県ウェアラブルデバイス補助金審査会委員